# Małoryta (Syczyn)
Małoryta – część wsi Syczyn w Polsce położona w województwie lubelskim, w powiecie chełmskim, w gminie Wierzbica.
W latach 1975–1998 Małoryta położona była w województwie chełmskim.